# راش آه کوی
راش آه کوی (انگلیسی: Rachel Ah Koy؛ زادهٔ ۳۱ مهٔ ۱۹۸۹) شناگر زن اهل فیجی است.